# Machimus strandi
Machimus strandi är en tvåvingeart som beskrevs av Oswald Duda 1940. Machimus strandi ingår i släktet Machimus och familjen rovflugor. Inga underarter finns listade i Catalogue of Life.